# Coupe de Suisse de baseball
La Coupe de Suisse de baseball (Schweizer Cupsieger Baseball) est une compétition à élimination directe rassemblant les équipes des différents championnats suisses. Créée en 2001, elle disparait en 2008 lors de la refonte des calendriers sportifs du baseball suisse.
Les Lausanne Indians en sont les derniers vainqueurs, les Bern Cardinals et les Zürich Challengers les plus titrés avec deux coupes chacun.

## Palmarès
| Année        |                           | Vainqueur                 | Finaliste |
| ------------ | ------------------------- | ------------------------- | --------- |
| 2001 Détails | Bern Cardinals Berne      | Therwil Flyers Therwil    |           |
| 2002 Détails | Therwil Flyers Therwil    | Zürich Challengers Zurich |           |
| 2003 Détails | Zürich Barracudas Zurich  | Zürich Challengers Zurich |           |
| 2004 Détails | Zürich Challengers Zurich | Bern Cardinals Berne      |           |
| 2005 Détails | Bern Cardinals Berne      | Lausanne Indians Lausanne |           |
| 2006 Détails | Sissach Frogs Sissach     | Geneva Dragons Genève     |           |
| 2007 Détails | Zürich Challengers Zurich | Bern Cardinals Berne      |           |
| 2008 Détails | Lausanne Indians Lausanne | Bern Cardinals Berne      |           |